# Heinrich-Mann-Preis
Der Heinrich-Mann-Preis ist ein, nach dem deutschen Schriftsteller Heinrich Mann benannter, Literaturpreis, den seit 1953 jährlich zunächst die Akademie der Künste der DDR verlieh und den heute die Akademie der Künste (Berlin) vergibt. In der DDR wurden damit Autoren erzählender Prosa geehrt. Der Preis war mit 10.000 Mark dotiert. Heute ist der Heinrich-Mann-Preis ein Preis für Essayistik. Bis 2019 war er mit 8000 Euro dotiert; seit 2020 ist er mit 10.000 Euro Preisgeld ausgestattet.

## Preisträger

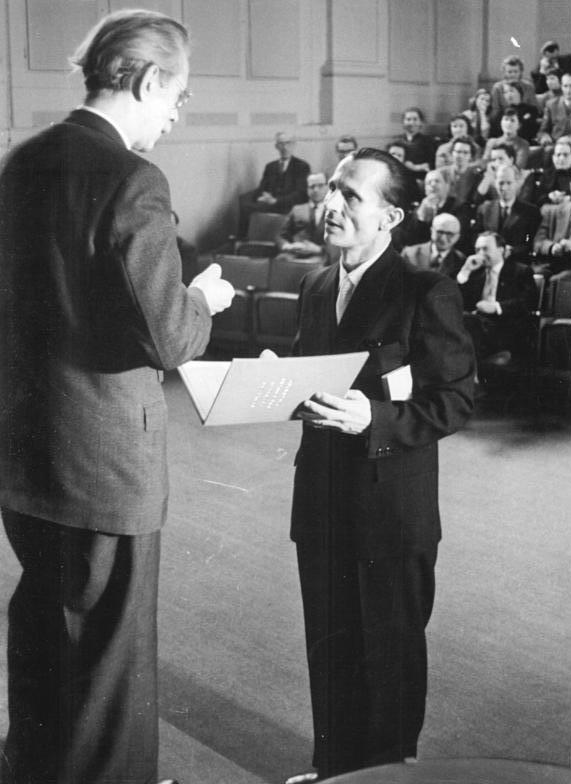
Verleihung des Heinrich-Mann-Preises I. Klasse 1958 durch Otto Nagel (links) an Herbert Jobst

- 1953: Stefan Heym, Wolfgang Harich, Max Zimmering
- 1954: Gotthold Gloger, Theo Harych
- 1955: nicht verliehen
- 1956: Franz Fühmann, Rudolf Fischer, Wolfgang Schreyer
- 1957: Hanns Maaßen, Herbert Nachbar, Margarete Neumann
- 1958: Hans Grundig, Herbert Jobst, Rosemarie Schuder
- 1959: Heiner Müller, Hans Lorbeer, Inge Müller
- 1960: Helmut Hauptmann, Annemarie Reinhard
- 1961: Dieter Noll
- 1962: Günter Kunert, Bernhard Seeger
- 1963: Christa Wolf
- 1964: Günter de Bruyn
- 1965: Johannes Bobrowski, Brigitte Reimann
- 1966: Peter Weiss
- 1967: Hermann Kant, Walter Kaufmann
- 1968: Herbert Ihering
- 1969: Werner Heiduczek, Wolfgang Joho, Alfred Wellm
- 1970: Fritz Selbmann, Jeanne Stern, Kurt Stern, Martin Viertel
- 1971: Jurek Becker, Erik Neutsch, Herbert Otto
- 1972: Karl-Heinz Jakobs, Fred Wander
- 1973: Ulrich Plenzdorf, Helga Schütz
- 1974: Kurt Batt, Gerhard Wolf
- 1975: Irmtraud Morgner, Eberhard Panitz
- 1976: Annemarie Auer, Siegfried Pitschmann
- 1977: Erich Köhler, Joachim Nowotny
- 1978: Karl Mickel
- 1979: Fritz Rudolf Fries
- 1980: Volker Braun, Paul Gratzik
- 1981: Peter Hacks
- 1982: Christoph Hein, Werner Liersch
- 1983: Friedrich Dieckmann, Helmut H. Schulz
- 1984: Heinz Czechowski
- 1985: Helga Königsdorf, Bernd Leistner
- 1986: Helga Schubert, Heidi Urbahn de Jauregui
- 1987: Luise Rinser
- 1988: Fritz Mierau
- 1989: Wulf Kirsten
- 1990: Adolf Endler, Elke Erb
- 1991: Peter Gosse, Kito Lorenc
- 1992: nicht verliehen
- 1993: Lothar Baier
- 1994: nicht verliehen
- 1995: Hans Mayer
- 1996: Julius Posener
- 1997: Michael Rutschky
- 1998: Karl Markus Michel
- 1999: Katharina Rutschky
- 2000: Dubravka Ugrešić
- 2001: Walter Boehlich
- 2002: Götz Aly
- 2003: Wolfgang Schivelbusch
- 2004: Claudia Schmölders
- 2005: Ivan Nagel
- 2006: Peter von Matt
- 2007: Karl Heinz Bohrer
- 2008: Heinz Schlaffer
- 2009: Hanns Zischler
- 2010: Michael Maar
- 2011: Marie-Luise Scherer
- 2012: Uwe Kolbe
- 2013: Robert Menasse
- 2014: Robert Schindel
- 2015: Adam Zagajewski
- 2016: Gunnar Decker
- 2017: Gisela von Wysocki
- 2018: Christian Bommarius
- 2019: Danilo Scholz[2]
- 2020: Eva Horn[1]
- 2021: Kathrin Passig[3]
- 2022: Lothar Müller[4]
- 2023: György Dalos[5]
- 2024 Lena Gorelik[6]
- 2025 Mely Kiyak (designiert)